# Paolo Montagna
Paolo Montagna (* 28. Mai 1976) ist ein ehemaliger san-marinesischer Fußballspieler. Mit 46 Einsätzen gehört er zu den Spielern mit den meisten Einsätzen für die san-marinesische Nationalmannschaft.

## Karriere

### Im Verein
Montagna begann seine Laufbahn bei AC Juvenes/Dogana. Im Jahr 2000 wechselte er zu SS Cosmos, kehrte 2002 aber wieder zu Juvenes/Dogana zurück. 2006 wechselte er erneut zu Cosmos, wo er bis 2013 spielte.

### Nationalmannschaft
Durch seine Tore im Verein wurde man auf ihn aufmerksam und so wurde Montagna bereits 1995 in die Nationalelf berufen, wo er seitdem 46 Spiele bestritt, ohne jedoch ein Tor erzielt zu haben. Mit seinen 46 Einsätzen zählt Montagna zu den Akteuren mit den meisten Einsätzen bei San Marino.